# Kabel Eins News
Kabel Eins News (ehemals K1 Nachrichten) war die Nachrichtensendung des deutschen Fernsehsenders Kabel Eins, die am 19. Juni 2023 zusammen mit ProSieben Newstime und den Sat.1 Nachrichten in die neue Nachrichtenmarke :newstime überging.

## Titel der Sendung
- Kabel1 Nachrichten (1. Juni 1997 bis 1999)
- K1 Nachrichten (1999 bis 2007)
- Kabel Eins News (3. September 2007 bis 18. Juni 2023)

## Geschichte
Die erste Sendung wurde am 1. Juni 1997 bei Kabel 1 unter dem Titel Kabel1 nachrichten um 20:00 Uhr ausgestrahlt. Die Einführung der Nachrichten war notwendig, da Kabel Eins seitdem mit der Lizenz eines Vollprogramms sendete. Die Sendung wurde in den ersten Jahren von der ProSieben-Nachrichtenredaktion produziert, später wurde die Sendung von der Welt-Zentralredaktion in Berlin.
Seit dem 3. September 2007 wurde der jetzige Titel kabel eins news verwendet, der Sendungstitel zuvor lautete K1 Nachrichten. Zum 31. Dezember 2022 lief der Vertrag zwischen Welt und ProSiebenSat.1 Media aus. Seit dem 1. Januar 2023 produziert ProSiebenSat.1 Media, zudem der Sender Kabel eins auch gehört, ihre Nachrichtensendungen (Kabel Eins News, Newstime und Sat.1 Nachrichten) wieder selbst. Norbert Anwander blieb als Moderator der Sendung erhalten und moderierte von nun an die Sendung im Wechsel mit Angela van Brakel. Barbara Scherle, die seit 2009 die Sendung moderiert hatte, arbeitete seit Januar 2023 als Redakteurin weiterhin für die Sendung. Nachfolgerin für Gabi Becker wurde Delia Träger. Am 18. Juni 2023 wurde die letzte Ausgabe der Kabel Eins News ausgestrahlt, da am darauffolgenden Tag die drei Nachrichtensendungen von ProSiebenSat.1 zur Nachrichtenmarke :newstime gebündelt wurden.

## Moderation
- Alexandra Klim[3]
- Inge Steiner[3]
- Cordula Senfft[2]
- Robert Biegert[2]
- Sabine Noethen
- Caroline Pipev
- Barbara Scherle (2009–2022)
- Gabi Becker (2010–2022)
- Norbert Anwander (2000–2023)
- Angela van Brakel (2023)
- Delia Träger (2023)

## Ausstrahlungstermine
Zu Beginn wurde die Sendung um 20:00 Uhr in direkter Konkurrenz zur Tagesschau gesendet.
Ab dem 22. April 2003 fand die 10-minütige Ausstrahlung um 17:15 Uhr, direkt vor dem K1 Journal, statt. Auf Grund schlechter Einschaltquoten wurde die Sendung auf 17:05 Uhr vorverlegt. Nach der Umbenennung des Formats, optischen und personellen Veränderungen wurde der Sendetermin nochmals vorverlegt. Nun lief die Sendung montags-freitags um 16:05 Uhr. Samstags und sonntags weiterhin um 17:05 Uhr. Inzwischen wurde die Sendung, aufgrund von Veränderungen im Nachmittagsprogramm von Kabel eins, auf 15:50 Uhr verlegt. Zusätzlich gab es unter der Woche ein bis zwei kurze Nachtausgaben zwischen 1:00 und 4:00 Uhr.